# Carrossel

## Nội dung

### Cast
| Diễn viên                 | Hân vật                      |
| ------------------------- | ---------------------------- |
| Rosanne Mulholland        | Professora Helena Fernandes  |
| Larissa Manoela           | Maria Joaquina Medsen        |
| Jean Paulo Campos         | Cirilo Rivera                |
| Maísa Silva               | Valéria Ferreira             |
| Nicholas Torres           | Jaime Palillo                |
| Lucas Santos              | Paulo Guerra                 |
| Esther Marcos             | Margarida Garcia             |
| Guilherme Seta            | Davi Rabinovich              |
| Léo Belmonte              | Jorge Cavalieri              |
| Metturo                   | Jorge Cavalieri              |
| Ana Victória Zimmermann   | Marcelina Guerra             |
| Aysha Benelli             | Laura Gianolli               |
| Gustavo Daneluz           | Mário Ayala                  |
| Fernanda Concon           | Alícia Gusman                |
| Kiane Porfirio            | Clementina Soares            |
| Konstantino Atanassopulos | Adriano Ramos                |
| Matheus Ueta              | Kokimoto Mishima             |
| Stefany Vaz               | Carmen Carrilho              |
| Thomaz Costa              | Daniel Zapata                |
| Victória Diniz            | Bibi Smith                   |
| Bruna Carvalho            | Nina                         |
| Julia Rodrigues           | Marisa                       |
| Henrique Filgueiras       | Abelardo Cruz                |
| João Lucas Takaki         | Tom                          |
| Matheus Lustosa           | Eric                         |
| Thiago Rosseti            | Atílio                       |
| Cinthia Cruz              | Fabiana                      |
| Alessa Previdelli         | Larissa                      |
| Pedro Henrique            | Lucas                        |
| Tereza Villela Xavier     | Professora Glória            |
| Gustavo Wabner            | Professor Renê Magalhães     |
| Lívia Andrade             | Professora Suzana Bustamante |
| Adriana Alves             | Paula Rivera                 |
| Marcelo Batista           | José Rivera                  |
| Carlinhos Aguiar          | Jurandir Souza               |
| Kauã Falciano             | Eduardo Carrilho (Dudu)      |
| Henrique Martins          | Sr. Lourenço                 |
| Glauce Graieb             | Tia Gina                     |
| Ernando Tiago             | Oscar Soares                 |